# ペイパービュウ (お笑い)
ペイパービュウは、見た目が邦彦と三平×2によるお笑いコンビ。2002年結成。解散。

## メンバー
- 三平×2（みひらさんぺい：1974年4月8日 - ）ツッコミ担当。

青森県出身。過去に、「ニトログリセリン」、「CTスキャン」、「妾の子」というコンビを組んでいた。
- 見た目が邦彦（みためがくにひこ：1975年1月20日 - ）ボケ担当。

埼玉県出身。過去に、「Wクラッチ」というコンビを組んで太田プロダクションに所属していた。

## 経歴・逸話
元々、三平は「ニトログリセリン」（大川興業）、見た目がは「Wクラッチ」（太田プロダクション）という別々のコンビを組んでおり、所属事務所も別々だった。その後、Wクラッチを解散した見た目が知人に誘われて西口プロレスに参加する。そして、それより以前に西プロに参加しており既にニトログリセリンを解散していた三平と、リング上で出会い、2002年2月からユニットとして多数のライブに出演。そして、同年10月に正式にコンビ結成。当時は大川興業所属。
2007年3月末で、活動の幅を広げるため所属していた大川興業を退社。フリーの期間を経て、現在は西口エンタテインメント（西口プロレス）に所属している。また、三平は、トークユニット「アニメ会」にも参加し執筆活動、同人誌制作なども積極的に活動している。
主に漫才を披露しているが、暴走する見た目がに三平が的確なツッコミをするというスタイルから、通称「ハプニング漫才」という異名をもっている。また「プロレスショートコント」というジャンルも確立。この他にもコントを披露する場合もある。
現在、他の芸人らと共に漫才限定ライブ「漫才バカ一代」を3ヶ月に一度のペースで合同主催している。
2005年に放送されたテレビドラマ「女王の教室」の登場人物の家のテレビの画面上に映っているエンタの悪魔（エンタの神様のパロディー）という番組に出演するというかたちでドラマに出演した。
漫才を披露する際、三平が通常の服装、見た目が上半身裸という場合が多い。しかし二人とも通常の服装をする場合もある。
あらびき団では、殴る・蹴るや、プロレス技をいれるなどの過激で体を張ったなコントを披露し、司会の藤井隆、東野幸治らを唖然とさせ、「なにが目的なんだ」、「リングでプロレスしろ」などと言われた。
M-1グランプリには、初期のころから出場していた。

## 出演

### テレビ番組
- マジ☆ワラ（テレビ東京）
- 爆笑オンエアバトル（NHK総合）戦績0勝2敗 最高169KB
- 女王の教室（日本テレビ）
- 人類滅亡と13のコント集（日本テレビ）
- ゲームレコードGP（CS）
- あらびき団（TBS）
- お笑い××（チョメチョメ）ナイト（あっ!とおどろく放送局）
- はなまる幼稚園（アニメ）11話（売れっ子お笑いコンビペイパービュウ役）